# Национална революционна армия
Националната революционна армия (на китайски: 國民革命軍) е армия в Република Китай, действала между 1925 и 1947 година.
Създадена като въоръжено крило на партията Гоминдан със съдействието на Съветския съюз, след идването на власт на Гоминдана през 1928 година тя е преобразувана в редовна армия на Републиката. Тя играе активна роля в Китайската гражданска война и Втората китайско-японска война. След победата на комунистите в Гражданската война става основа на Въоръжените сили на Тайван.